# Salix pierotii
Salix pierotii — вид квіткових рослин із родини вербових (Salicaceae).

## Морфологічна характеристика
Може вирости до 20 метрів у висоту; діаметр стовбура може досягати 60 см. Це дерево чи кущ; кора темно-сірувато-жовта чи сірувато-бура. Гілочки коричневі, сірувато-зелені чи сірувато-жовті, у молодому віці волосисті, потім ± голі. Листкова ніжка 2–5 мм, пухнаста; листкова пластинка ланцетоподібна або ланцетоподібно-довгаста, 8–12 × 2–3 см, найширша нижче середини, абаксіально (низ) сірувато-зелена, адаксіально зелена, гола, запушена вздовж жилок або гола, в молодості густо запушена, край зубчастий, верхівка довго загострена. Чоловіча сережка ≈ 25 × 5 мм, сидяча, з листочками біля основи. Чоловіча квітка: тичинок 2; пиляки червонувато-пурпурна. Жіноча сережка еліпсоїдно-довгаста, 10–18 × 5–7 мм. Жіноча квітка: зав'язь широко-яйцювата чи майже куляста, 1–1.5 мм, запушена.

## Середовище проживання
Японія, Корея, азійська Росія, пн.-сх. і пн.-цн. Китай. Росте уздовж річок; на висотах 200–500 метрів.

## Використання
Дерево збирають із дикої природи для місцевого використання як джерело матеріалів. Він має розгалужену кореневу систему і вирощується на насипах для запобігання ерозії, а також використовується для відновлення лісів.

## Галерея

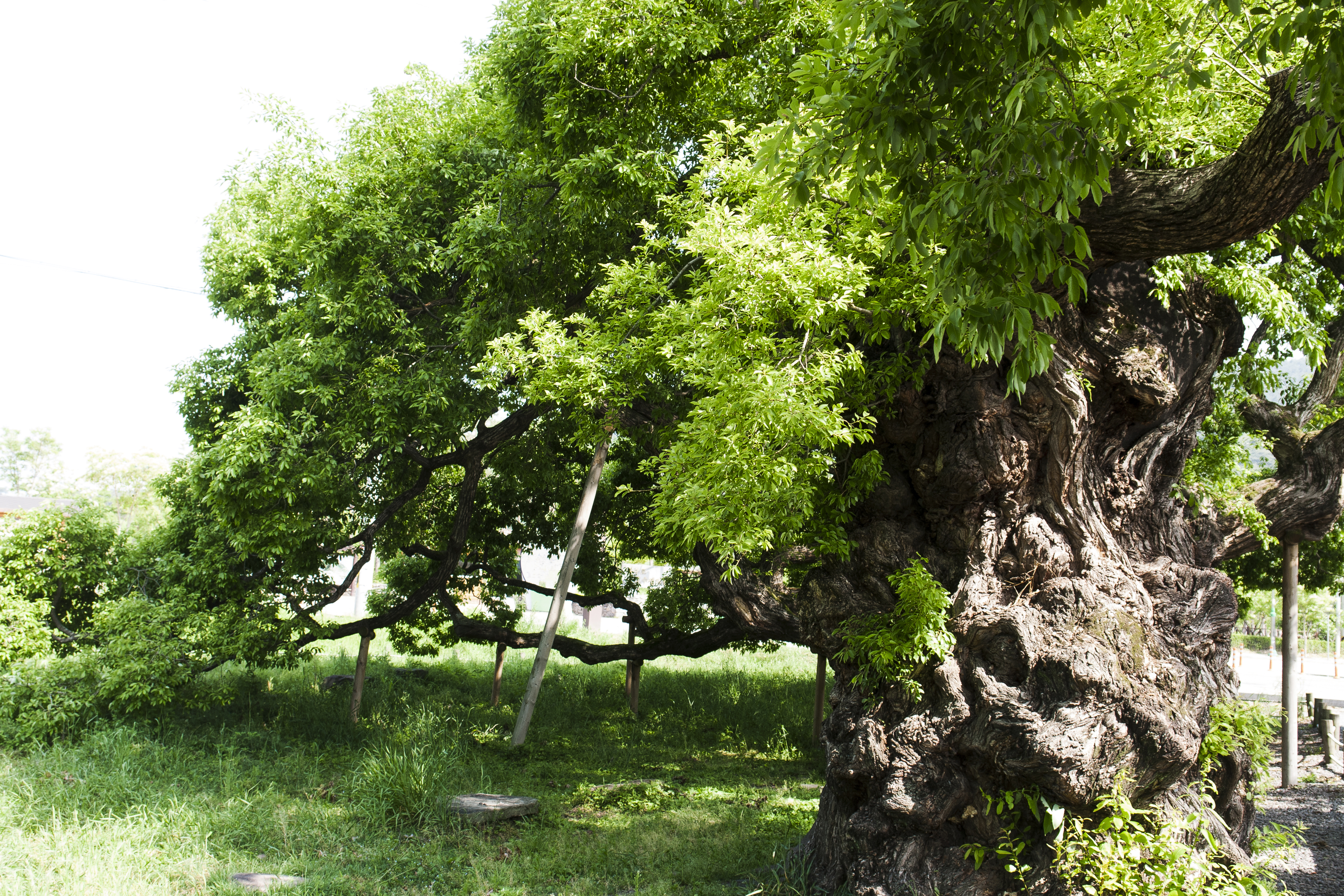
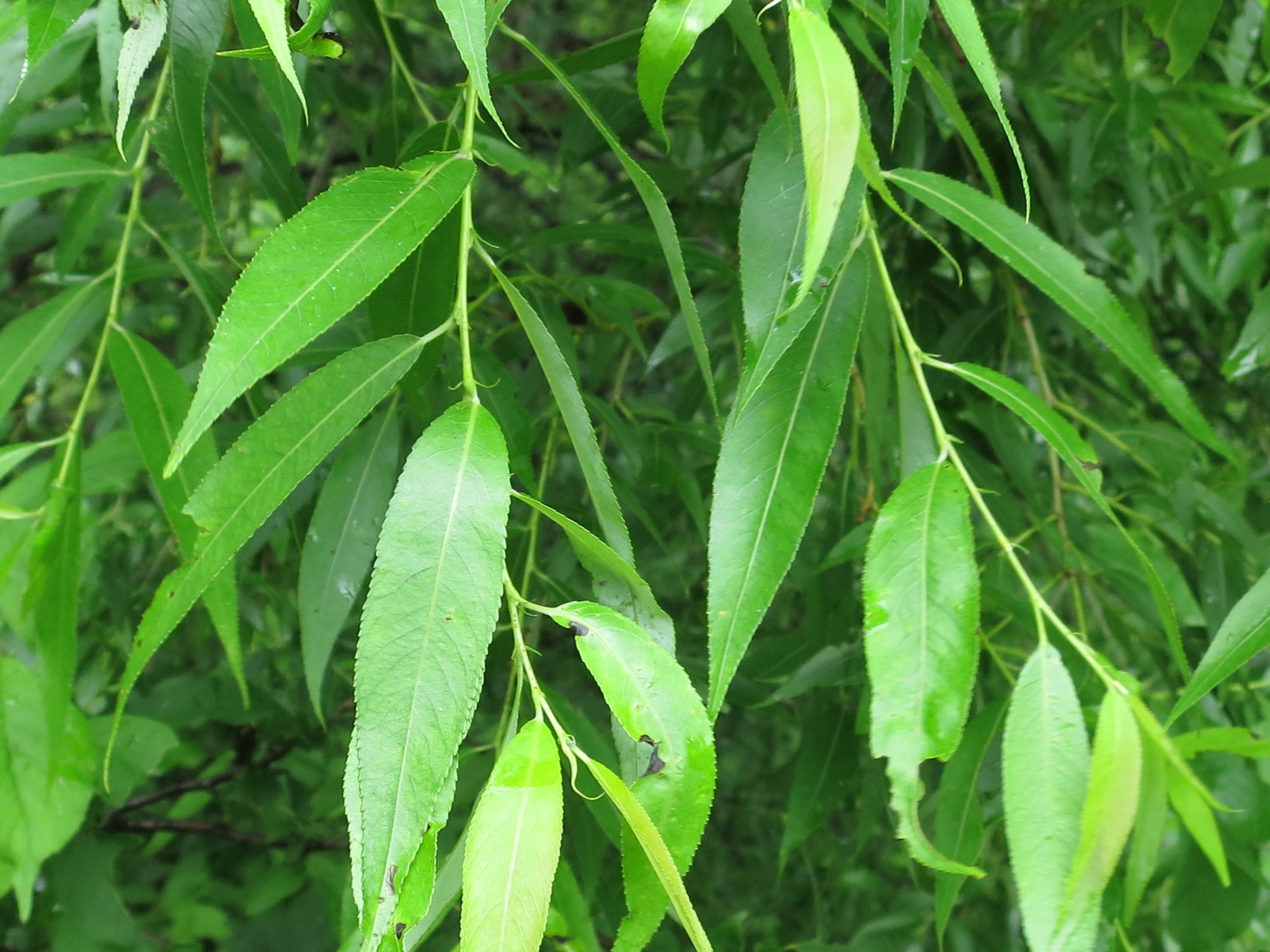
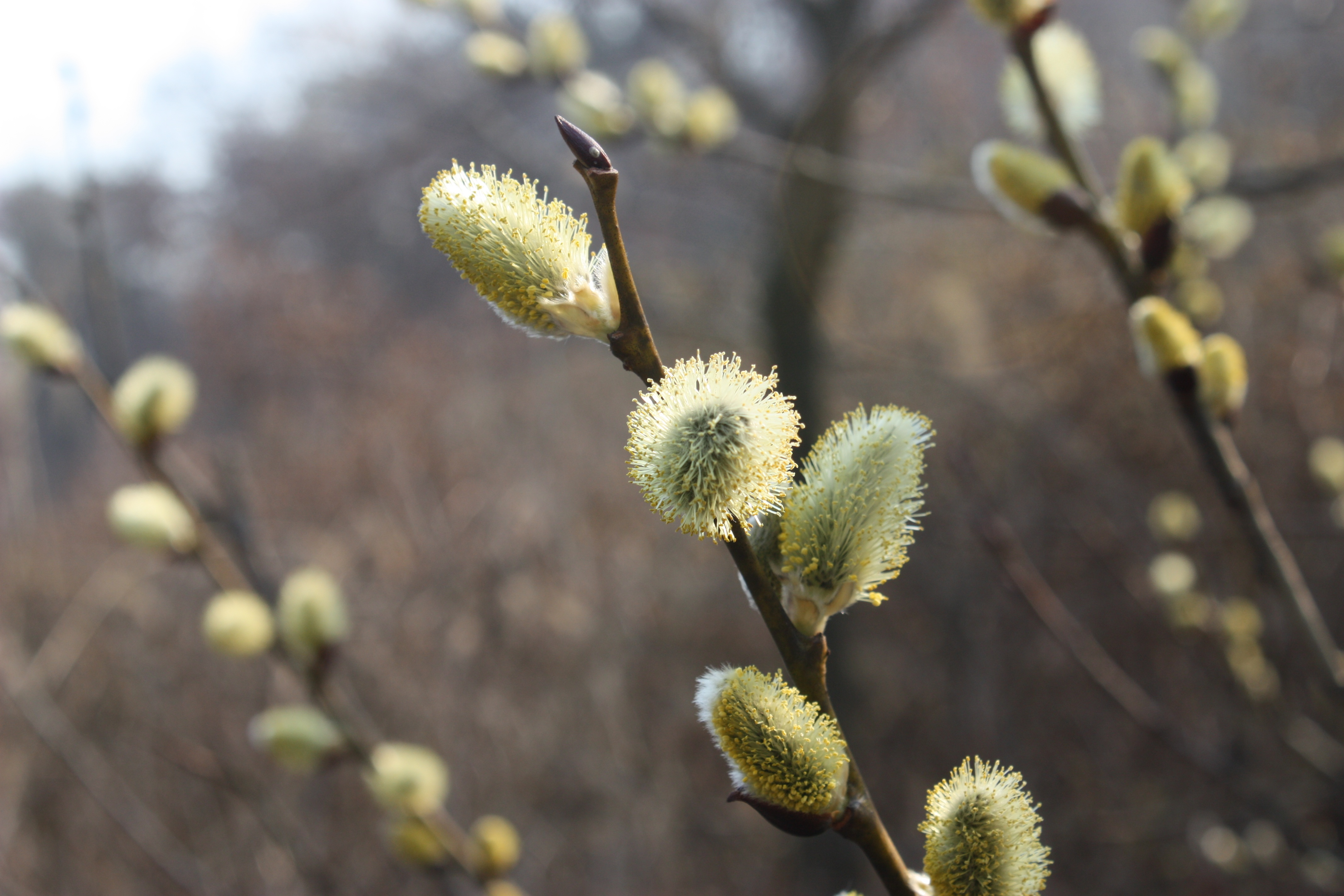